# Saint-Bonnet-les-Tours-de-Merle
Saint-Bonnet-les-Tours-de-Merle ist eine französische Gemeinde mit 40 Einwohnern (Stand 1. Januar 2022) im Département Corrèze in der Region Nouvelle-Aquitaine.

## Geografie
Die Gemeinde liegt im Zentralmassiv  in der Xaintrie, südöstlich des Stausees von Hautefage (frz.: Barrage de Hautefage) und wird von der Maronne durchflossen. Tulle, die Präfektur des Départements, befindet sich ungefähr 40 Kilometer nordwestlich und Argentat 10 Kilometer nordwestlich sowie Aurillac im Cantal rund 40 Kilometer südöstlich.
Nachbargemeinden von Saint-Bonnet-les-Tours-de-Merle sind Saint-Geniez-ô-Merle im Norden, Goulles im Osten sowie Sexcles im Südwesten und Westen.

## Einwohnerentwicklung
| Jahr      | 1962 | 1968 | 1975 | 1982 | 1990 | 1999 | 2007 | 2016 |
| Einwohner | 91   | 98   | 74   | 71   | 74   | 45   | 43   | 50   |

## Sehenswürdigkeiten

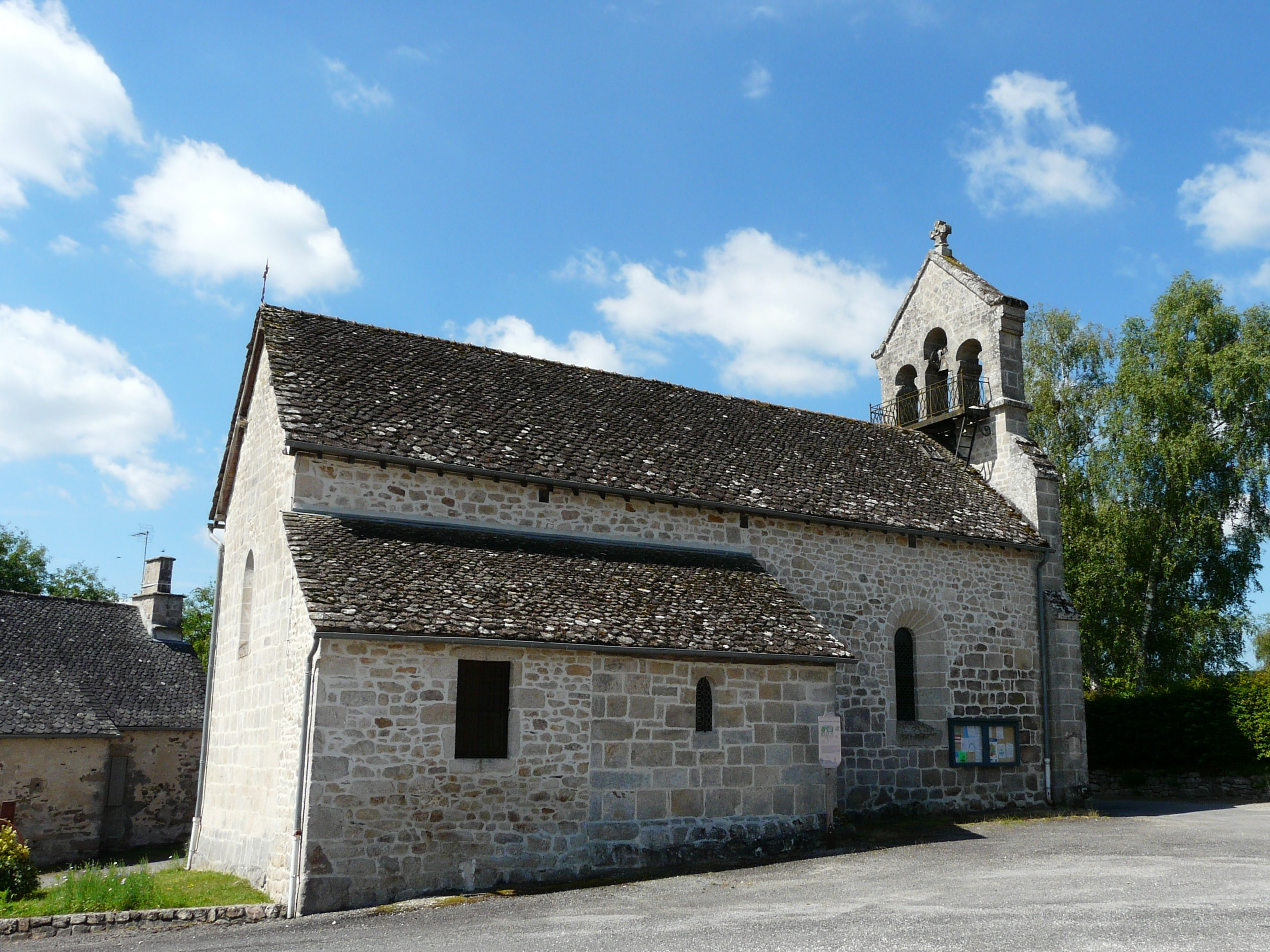
Kirche

- Barrage de Hautefage, ein Stausee an der Maronne, genutzt als Wasserkraftwerk durch die Électricité de France.
- Das Château du Rieu aus dem 13. Jahrhundert[3]
- Die romanische Kirche Saint Bonnet les Tours aus dem 13. Jahrhundert[4] mit einem Glockengiebel.